# Ímbrico Inferior
| Subdivisões do Pré-Cambriano | Subdivisões do Pré-Cambriano | Subdivisões do Pré-Cambriano | Subdivisões do Pré-Cambriano |
| Éon                          | Era                          | Sistema/Período              | Idade (Ma)                   |
| ---------------------------- | ---------------------------- | ---------------------------- | ---------------------------- |
| Arqueano                     | Eratosteniano                |                              | mais recente                 |
| Hadeano                      | Ímbrico                      | Ímbrico Superior             | 3850-3400                    |
| Hadeano                      | Ímbrico                      | Ímbrico Inferior             | 3880-3850                    |
| Hadeano                      | Nectárico                    |                              | 3920-3880                    |
| Hadeano                      | Grupos Basin                 |                              | 4150-3920                    |
| Hadeano                      | Críptico                     |                              | 4570-4150                    |

O Ímbrico Inferior, conhecido na escala de tempo geológico lunar, é uma Época geológica, que vai de 3850 a 3800 milhões de anos antes do presente, aproximadamente. Coincide com o fim do Intenso bombardeio tardio do Sistema Solar. O impacto que criou a enorme bacia do Mare Imbrium ocorreu no início dessa época. Remonta ao Ímbrico Inferior a formação das bacias lunares mais recentes. As outras grande bacias que  dominaram o Lado visível da Lua (como Crisium, Tranquilitatis, Serenitatis, Fecunditatis e Procellarum) também se formaram nesse período. Posteriormente, ao longo do Ímbrico Superior, essas bacias teriam sido enriquecidas de rochas basálticas.
O Ímbrico Inferior foi precedido pelo Nectárico.

## Relação com a Terra
Como não existem materiais geológicos desse período na Terra, o Ímbrico Inferior ou Superior, foi considerado também como Período geológico terrestre, sendo uma subdivisão do Hadeano.